# صلاح الدين بن يوسف الكحال
صلاح الدين بن يوسف الكحال الحموي (توفي عام 696هـ/1296م) طبيب عربي عاش في حماة، وتخصص في طب أمراض العيون، وله كتاب شهير عنوانه «نور العيون وجامع الفنون».
احتوى كتاب «نور العيون وجامع الفنون» على رسوم توضيحية لتشريح العين، وأخرى لبعض أدوات الجراحة، إضافة لوصف أمراض العين وأسبابها وطرق علاجها، والأدوية المستعملة في علاج العين، إضافة إلى وصف للأمراض التي تصيب الجفون والملتحمة والقرنية والحدقة، والأدوية المستخدمة في علاجها. وقد بقيت أربعة نسخ من الكتاب محفوظة في المكتبة الوطنية في باريس ومكتبة غوتا في ألمانيا ومكتبة الإسكندرية الجديدة والأخيرة في اسطنبول.

## وصلات خارجية
- الحموي (صلاح الدين بن يوسف الكحال) - الموسوعة العربية